# Alexi Laiho
Markku Uula Aleksi Laiho, bedre kendt som Alexi Laiho, (født 8. april 1979, død december 2020) var lead guitarist og sanger i det finske metalband Children of Bodom, samt guitarist i power metal-bandet Sinergy og punkbandet Kylähullut. 
Hans kælenavn Wildchild har han taget fra W.A.S.P.-sangen "Wild Child".
Laiho var bredt anerkendt som en af Finlands bedste guitarister, og har blandt andet været på forsiden af Metal Hammer, Burrn! og Guitar World – sidstnævnte i øvrigt side om side med to af hans store idoler: guitaristerne Steve Vai og Zakk Wylde – ligesom han i perioden 2004-2005 havde sin egen klumme i magasinet. Han har også flere gange været på forsiden af Young Guitar Magazine – i 2009 udsendte magasinet endda en udgave udelukkende om Laiho og hans projekter.
Han har modtaget flere musikpriser og anerkendelser gennem tiden. Blandt andet blev Laiho i 2005 stemt ind som "Bedste guitarist" af det store, japanske guitarmagasin Young Guitar Magazine. Året efter, i 2006, vandt han "Soundi Award", uddelt af det finske rockmagasin Soundi, og læserne af magasinet har stemt på ham som "Årets musiker" i fem år i træk. Samme år blev han stemt som "Bedste musiker" ved Finnish Metal Expo. Han fik også en "Golden God Award" i 2006 som "Bedste guitarist" ved Metal Hammers årlige prisuddeling.
I 2008 modtog Laiho "Dimebag Award" for bedste shredder af Metal Hammer. Ved samme lejlighed modtog Laihos band Children of Bodom prisen "Metal Hammer Golden Gods".
I marts 2004 blev Laiho placeret som nummer 96 på Guitar Worlds liste over "De 100 største heavy metal-guitarister nogensinde".

## Biografi

### Tidlige år
Laiho begyndte allerede i en tidlig alder at spille musik – først violin, som han spillede i fem år, dernæst klaver.
Hans interesse for heavy metal fik han fra sin tre år ældre søsters glam metal-album – han blev en stor beundrer af genren, og ville ofte stille sig foran spejlet og spille på sin violin som var den en guitar.
Da Laiho var 11 år gammel valgte han at begynde at spille guitar, efter at have hørt Steve Vai-albummet Passion and Warfare og set livevideoen til "For the Love of God". Udover Vai var Laiho også meget påvirket af Ozzy Osbournes guitarister, specielt Zakk Wylde, Jake E. Lee og Randy Rhoads. Hans første guitar var en Tokai Stratocaster som han fik foræret af sin far, og han øvede sig intensivt både i fritiden og på "Pop & Jazz Konservatorio" i Oulunkylä, hvor han modtog undervisning. Laihos forældre støttede op om hans guitarspil, og hans mor skrev blandt andet sygeerklæringer til hans skole, så han i stedet kunne blive hjemme og øve guitar. Laiho dannede sit første band med nogle kammerater i skolen – de kaldte bandet "T.O.L.K.", og eksperimenterede med progressiv funk og andre stilarter. T.O.L.K. forblev dog et "for-sjov projekt".

### Første seriøse band
I 1993 dannede han sammen med sin bedste ven Jaska Raatikainen et mere seriøst band: dødsmetal-bandet Inearthed, hvor han også blev vokalist. I løbet af de næste tre år udsendte Inearthed tre demoer: Implosion of Heaven, Ubiguitous Absence of Remission og Shining.
Som 16-årig droppede Laiho ud af skolen for udelukkende at kunne koncentrere sig om sit guitarspil.
Som teenager begyndte Laiho at interessere sig mere for ekstremmetal, og lyttede meget til black metal-bands som Darkthrone og thrash metal-bands som Stone. Sidstnævntes guitarist, Roope Latvala, gjorde stort indtryk på unge Laiho, og han har senere udtalt, at han anser Latvala for den største finske guitarist nogensinde.
Som 16-årig blev Laiho ramt af svær depression. I videregående skole  havde han ikke rigtig nogen venner, og i hans nabolag blev han systematisk mobbet af tre andre teenagere.
Han fortsatte dog med bandet Inearthed, som efter deres tredje demo, Shining, havde fået en kontrakt med et lille, obskurt belgisk pladeselskab.
Som 18-årig kom Laiho i juni 1997 med i black metal-bandet Thy Serpent, da han kendte forsangeren Sami Tenetz personligt. Han koncentrerede sig dog stadig hovedsageligt om Inearthed.

### Children of Bodom, Impaled Nazarene og Sinergy
Det viste sig at kontrakten med det belgiske pladeselskab var meget ufordelagtig for Laiho og Inearthed, og de var blandt andet nødt til at finansiere indspilningen af deres debutalbum af egen lomme, da selskabet nægtede at støtte dem økonomisk. De ønskede derfor hurtigst muligt at slippe ud af kontrakten.
Efter Tenetz fik foræret et eksemplar af debutalbummet af Laiho, og efterfølgende fik det sendt til Ewo Rytkönen fra Spinefarm, tilbød Spinefarm at hjælpe bandet med national distribution af albummet.
For at slippe ud af deres kontrakt, gik Inearthed i opløsning i 1997, for dog efterfølgende at blive gendannet som Children of Bodom, som dermed kunne udgive deres debutalbum Something Wild. Kort efter udgivelsen spillede Children of Bodom en koncert i Helsinki som opvarmning for Dimmu Borgir. Ved denne koncert mødte Laiho Kimberly Goss, som spillede keyboards for Dimmu Borgir, og de to indledte senere et romantisk forhold.
Kort efter udgivelsen af Something Wild forlod Laiho Thy Serpent, da han foretrak udelukkende at koncentrere sig om Children of Bodom.
5. september 1998 optrådte Children of Bodom i Skt. Petersborg sammen med Impaled Nazarene – et black metal-band som Laiho var stor fan af. Efter at have festet sammen hele natten, endte Laiho som Impaled Nazarene's leadguitarist, hvilket radikalt ændrede deres musikstil fra udelukkende at være simpel brutalitet til i stedet at inkorporere Laihos avancerede guitarteknik.
Laiho kom også med i Goss' nydannede power metal-band Sinergy, som han skrev nogle sange til, samt spillede med på debutalbummet Beware the Heavens senere i 1998.

### Selvmordsforsøg
Selvom Children of Bodom på dette tidspunkt nød en rimelig popularitet landet over, havde det ikke hjulpet på Laihos psykiske problemer: Han festede igennem med hård druk og stoffer næsten hver aften, og kørte ofte bil i beruset tilstand, da han efter eget udsagn var ligeglad med om han levede eller døde. Hans tilstand blev efterhånden forværret, og en aften ved juletid 1998 forsøgte han som 19-årig at begå selvmord ved at tage sovepiller og drikke en flaske whisky til. Om episoden har Laiho selv udtalt:
| Citat                                | Jeg var totalt fucking fuld, og jeg var helt "Fuck det her, jeg har ikke lyst til at fortsætte med at leve" [...] Jeg tog 30 sovepiller og smækkede noget whiskey efter, og besvimede. Nogle af mine venner fandt mig på toiletgulvet og fik vækket mig, men jeg var helt væk. De tog mig til hospitalet, og jeg kan ikke huske hvad de gjorde, men på en eller anden måde fik de mig genoplivet. | Citat |
| Alexi Laiho om hans selvmordsforsøg. | |       |

Laiho har selv senere sagt, at selvmordsforsøget var "et skrig om hjælp". Han lå en uge i koma på hospitalet, før han kom til bevidsthed igen.
Efter denne oplevelse begyndte Laiho langsomt at vende tilbage til verden, men hans hadske og deprimerede livssyn begyndte i stedet at afspejles i Children of Bodoms sangtekster.

### Fremtiden
I 1999 gik en af Laihos drømme i opfyldelse, da han fik overtalt sit store guitaridol Roope Latvala til at komme med i Sinergy til indspilningen af bandets andet album, To Hell and Back. Albummet var derfor, ikke overraskende, fyldt med guitar battles mellem Laiho og hans idol.
Impaled Nazarenes første, og eneste, album med Laiho som medlem udkom 16. juni 2000 og havde titlen Nihil. Laiho havde skrevet to sange til albummet, "Cogito Ergo Sum" og "Zero Tolerance". "Zero Tolerance" blev berygtet for dens homofobiske sangtekst, med linjer som "Why should we tolerate pansy faggot shit" og "Crawl back under the rock [where] you faggots came from. This is the real fucking world, fuck your inferior rights!" – albummet er da også efterfølgende blevet bandlyst i Tyskland.
Laiho forlod Impaled Nazarene i 2001, da han havde for travlt med at arbejde med Children of Bodom og Sinergy, og han derudover ikke kunne "klare det længere". Han har udtalt:
| Citat                                           | Impaled [Nazarene]-turnéerne var en smule anderledes end Children of Bodom-turnéerne. Da jeg var i Mexico med Impaled for første gang var jeg helt "Fuck, jeg kan ikke klare det her længere". Hver morgen når jeg vågnede på et hotel efter en koncert, kom deres sanger Luttinen og bankede på døren klokken ni og råbte til mig at jeg skulle stå op og komme med ham ned i baren. | Citat |
| Alexi Laiho om at turnere med Impaled Nazarene. | |       |

Laiho og Goss giftede sig i februar 2002 ved en privat ceremoni i Finland. I september samme år blev Laihos trofaste Jacksonguitarer stjålet efter en vild fest i Children of Bodoms øvelokale, og resten af året spillede han derfor på guitarer, som han lånte af Latvala. Tidligt i 2003 prøvede Laiho at købe nye guitarer, men Jackson var blevet solgt til Fender, som ikke accepterede "custom orders". I stedet tilbød ESP at lave ham nye guitarer, hvis Children of Bodom ville skifte til deres mærke. Laiho accepterede, og han, Kuoppala og Seppälä skiftede derfor alle deres guitarer til ESP.
I 2004 blev Laiho og Goss separerede, men de spiller dog stadig sammen i Sinergy, og forblev gode venner. Samme år gik Laiho sammen med Vesku Jokinen og Tonmi Lillman for at danne Kylähullut, et "for-sjov" punkband hvis navn bedst kan oversættes til "Landsbytosserne". De indspillede en ep, Keisarinleikkaus, for at have det sjovt. Ep'en var ikke seriøs på nogen måde, og indeholdt for eksempel sangtitler som "Maksa paskana" ("Lever ødelagt") og "Kriitikoiden hautausmaa" ("Anmeldernes kirkegård"). Om Kylähullut har Laiho udtalt:
| Citat                      | Jeg har det her dumme, fucking punkband, du ved, nogle af mine venner fra Finland, det er ikke engang et seriøst band, men pointen er, at hvis jeg har meget tid vil jeg hellere bruge den på at drikke og spille punk rock med mine venner end at tage til fucking Acapulco eller sådan noget. | Citat |
| Alexi Laiho om Kylähullut. | |       |

Pr. 2008 har Kylähullut indspillet to ep'er og to hele album.

## Interesser
Musik har altid været Laihos altoverskyggende interesse. Han har selv udtalt:
| Citat                      | Jeg vil ikke have et stort hus i Beverly Hills, jeg vil bare kunne leve af [musikken], og det har altid været mit mål i livet. Vi har kunnet gøre det siden 1999. Jeg ved ikke hvordan jeg gør noget andet, så det er ikke særlig sikkert. Hvis folk lige pludselig ikke kan lide Children of Bodom længere, er jeg på en måde fucked. Det eneste jeg ved hvordan man gør, er at spille. | Citat |
| Alexi Laiho om sine evner. | |       |

Som musiker var Laiho meget begejstret for mange af de 80'er-metalbands, der var på deres højeste da han var barn, deriblandt Ozzy Osbourne, Manowar, W.A.S.P., Judas Priest, Twisted Sister, Skid Row,  Stratovarius, Mötley Crüe og Black Label Society. Men også andre, senere bands såsom System Of A Down, Shadows Fall, Stone, Darkthrone, Impaled Nazarene, Annihilator, Nine Inch Nails, og Suicidal Tendencies var blandt hans yndlingsbands. Han har om sin musiksmag udtalt:
| Citat                               | Jeg er til en masse forskelligt, hvad jeg nu synes lyder godt. Jeg lytter meget gammelt blues, såsom John Lee Hooker, Muddy Waters og alt det dér. Jeg elsker den slags musik som har en fyr og en guitar, og det er det. Jeg kan lide punk rock. Jeg voksede op med meget af det. Jeg er til mange guitarting. Jeg kan også godt lide Blondie, selvom jeg ikke ved hvilken kategori det er. | Citat |
| Alexi Laiho om sin brede musiksmag. | |       |

Tidligere var han meget begejstret for Yngwie Malmsteen, hvilket forklarer den stærke neoklassiske lyd på Something Wild og Hatebreeder. Laiho har selv udtalt:
| Citat                                                 | Jeg var mere til den dér neoklassiske guitarting da jeg var yngre. Ja, jeg var en stor Yngwie-fan. Du kan høre den indflydelse, specielt på de første to album. På det tidspunkt, i Europa, var der så mange guitarister, du ved, Yngwie-kopier som rendte rundt overalt. De ville alle være ligesom Yngwie og lyde ligesom Yngwie. Det gjorde mig på en eller anden måde sur, du ved. Jeg ville ikke være en af dem. Så jeg droppede på en eller anden måde hele den form for guitarspil, og besluttede mig for at det ikke ville blive min ting. Det er Yngwie's ting. | Citat |
| Alexi Laiho om Yngwie Malmsteen og neoklassisk metal. | |       |

Når han ikke spiller musik, kan han generelt godt finde på at spille PlayStation eller se film – blandt hans yndlingsfilm var Blues Brothers, The Big Lebowski, Leaving Las Vegas, Die Hard, og Amadeus. Sidstnævnte film er Children of Bodom-keyboardisten Janne Wirman i øvrigt også stor fan af. Laiho har også en stor interesse i biler. Han lærte allerede at køre bil som 10-årig og har gennem tiden ejet flere dyre biler.
I april 2005 beskrev Laiho i et interview med Guitar World progressiv metal-bandet Dream Theater som "supertamme", og sagde at "Det er ikke engang musik; det er sport". Han har senere undskyldt for udtalelsen med at han "må have haft en dårlig dag, da han sagde det".
Tidligere har Laiho både arbejdet som roadie, hvor han satte telte op til store begivenheder, og endda som telefonsælger.
Laiho har gennem tiden haft flere forskellige Children of Bodom-sange som yndlingssange. På hans officielle profil på Children of Bodoms hjemmeside beskrev han i 2000 "Everytime I Die" (fra Follow the Reaper) som sin yndlingssang. I 2005 var det blevet ændret til "Living Dead Beat" (fra Are You Dead Yet?). Omvendt har han også udtalt, at han ikke bryder sig om sangen "Wrath Within" (fra Hatebreeder), da han ikke synes den "giver nogen mening".

## Musikalsk stil
Laiho var Children of Bodoms centrale sangskriver, og har skrevet stort set alle bandets sange.

### Vokal
Laiho har aldrig modtaget nogen form for sangundervisning (udover hvad der var obligatorisk på hans musikskole), og han har selv beskrevet Phil Anselmo og Mille Petrozza som de største inspirationer for hans vokal. Han har dog aldrig været specielt interesseret i sin egen vokal, og har blandt andet udtalt: 
| Citat                                | Jeg er ikke rigtig en sanger. Jeg synger i dette band fordi jeg blev nødt til det. Ingen af de andre ville gøre det. | Citat |
| Alexi Laiho om sin rolle som sanger. | |       |

På de to første Inearthed-demoer, som var dødsmetal, gjorde Laiho brug af gutturale growls som det er standard indenfor genren, men siden Shining – den tredje demo, og den første med en keyboardspiller – har Laiho sunget med en karakteristisk vokal som af nogle er blevet beskrevet som en "black metal-vokal", mens andre blot har kaldt det en "barsk vokal", såsom Encyclopedia Metallum, som har beskrevet Children of Bodoms musikstil som "Power/Speed metal med barsk vokal". Denne "skrigende" vokal er blevet kritiseret, blandt andet af All Music Guide, som mente at den var "for meget". Fra Are You Dead Yet? og fremover blev Laihos karakteristiske "skrig" mere forståelige for det utrænede øre, og gav bandet et større "mainstream-appeal". Den nye, mere forståelige, vokal blev ironisk nok også kritiseret – for at være "jævn". Den er dog blevet rost i en anmeldelse af albummet Blooddrunk, som skriver at vokalen er "specielt god, omend en smule monoton, på albummet".
Der har været undtagelser fra Laihos normale skrig, deriblandt omkvædet til "Black Widow" (fra Hatebreeder) – hvor han synger med dybere, lettere forståelig stemme, og ikke mindst Billy Idol-covernummeret "Rebel Yell" (fra BestBreeder), som var den eneste Children of Bodom-sang hvor Laiho udelukkende sang med en ren vokal.

### Guitar
Siden tyveriet af Laihos Jackson-guitarer, har han spillet på sin egen ESP Alexi Laiho-signaturguitar, som har en whammy bar af det anerkendte mærke Floyd Rose. Derudover indeholder den EMG-HZ H4. Den passive pickup styres af en kontakt, som aktiverer en indbygget gain-forstærker.
Han bruger en Jackson Perfect Connection GP-1000 rør-forforstærker, VHT power-forstærkere og Marshall 1960B 4/12-kabinetter.
Effektmæssigt bruger Laiho hovedsageligt en Rocktron Intellifex og en RSP 2400 Hush/Enhancer/Exciter, og ikke så meget andet end det.
På Children of Bodoms debutalbum Something Wild havde Laiho og Kuoppala stemt deres guitarer til D flat standard – deres eneste album med den stemning. Hatebreeder, Follow the Reaper og Hate Crew Deathroll brugte alle D standard, med undtagelse af to sange fra Hate Crew Deathroll, "Sixpounder" og "Angels Don't Kill", hvor guitarerne var stemt helt ned til drop C. 
På Are You Dead Yet? valgte bandet at fortsætte med den drop C-stemning som de havde eksperimenteret med på Hate Crew Deathroll – dette gjorde sangene "tungere".  Blooddrunk er ligeledes blevet indspillet i drop C-stemning.

### Sangtekster
Laiho har aldrig været specielt interesseret i sin rolle som tekstforfatter til Children of Bodoms sange. Specielt bandets debutalbum, Something Wild, bar præg af at han var mere interesseret i at bruge sin stemme som et instrument end i hvad han rent faktisk sang. Dette førte til at albummet af anmeldere blev kritiseret for de "utrolig dumme" sangtekster.
På de senere Children of Bodom-album begyndte Laihos tekster dog at blive mere seriøse, og omhandle problemer fra hans eget liv – noget der er specielt tydeligt på Blooddrunk.
Han har udtalt, at han ikke kunne skrive sangtekster når han var i godt humør, men blev nødt til at sætte sig selv i ekstreme situationer:
| Citat                                 | Jeg skulle skrive sangtekster til "Living Dead Beat", "Are You Dead Yet?" og "We’re Not Gonna Fall" i løbet af tre dage, så jeg låste mig inde i min lejlighed, jeg åd koffeinpiller for at holde mig vågen, og drak mindst en flaske whiskey om dagen. Og jeg blev nødt til at finde inspiration, hvilket normalt er at jeg skal føle mig som om jeg er på bunden, eller at noget er helt galt. Det er bare inspirationskilden, i det mindste til sangteksterne. | Citat |
| Alexi Laiho om at skrive sangtekster. | |       |

## Diskografi
| - 1994: Implosion of Heaven (demo - som Inearthed) - 1995: Ubiguitous Absence of Remission (demo - som Inearthed) - 1996: Shining (demo - som Inearthed) - 1997: Something Wild - 1999: Hatebreeder - 1999: Tokyo Warhearts (livealbum) - 2000: Follow the Reaper - 2003: Hate Crew Deathroll - 2004: Trashed, Lost & Strungout (ep) - 2005: Are You Dead Yet? - 2006: Chaos Ridden Years - Stockholm Knockout Live (livealbum) - 2008: Blooddrunk - 2008: Hellhounds On My Trail (ep) | - 1999: Beware the Heavens - 2000: To Hell and Back - 2002: Suicide By My Side - 2007: Sins of the Past - 2000: Nihil - 2004: Keisarinleikkaus - 2005: Turpa Täynnä - 2007: Lisää Persettä Rättipäille - 2007: Peräaukko Sivistyksessä |

## Fodnoter
1. 1 2 3 4 5 6 7 8 9 10 11 12 13 14 15 16 17 18  Brian D. Holland (25. januar 2007). "Interview with Alexi Laiho". Modern Guitars Magazine. Arkiveret fra originalen 9. juli 2007. Hentet 7. juli 2007.
2. 1 2 3 4 5 6 7 8 9 10 11 12 13 14 15 16 17 18 19 20 21 22 23 24 25 26 27 28 29 30 31 32 33 34 35 36 37 38 39 40 41 42 43 44   (Webside ikke længere tilgængelig
 Søg i webarkiv)  Alexi Laiho-biografi på scythes-of-bodom.com
3. 1 2 3  "Voices From the Dark Side: Children of Bodom interview". Arkiveret fra originalen 29. maj 2008. Hentet 15. juli 2008.
4. ↑  Greatest Metal Bands of All Time Arkiveret 18. december 2010 hos  Wayback Machine, MTV.com
5. ↑  Aaron McKay (16. januar 1999). "Wild Child: Interview med Alexi Laiho". Cronicles of Chaos.com. Hentet 7. juli 2007.
6. ↑   (Webside ikke længere tilgængelig
 Søg i webarkiv)  Scythes Of Bodom: Alexi Laiho
7. ↑  metal-rules.com: Interview med Alexi Laiho
8. ↑   (Webside ikke længere tilgængelig
 Søg i webarkiv)  Forsiden af Young Guitar Magazine – 100% Alexi Laiho
9. ↑  Nyhed Arkiveret 2. september 2011 hos  Wayback Machine på Blabbermouth.net.
10. 1 2 3  Wiederhorn, Jon. "Wild Boys" (engelsk). Revolver. Arkiveret fra originalen 6. januar 2007. Hentet 4. februar 2009.
11. ↑  Something Wild på Encyclopedia Metallum.
12. ↑   (Webside ikke længere tilgængelig
 Søg i webarkiv)  Kimberly Goss på scythes-of-bodom.com
13. ↑   (Webside ikke længere tilgængelig
 Søg i webarkiv)  Interview med Alexi Laiho, af Metal Hammer.
14. ↑  "Encyclopaedia Metallum: Read more about Children of Bodom". Arkiveret fra originalen 22. december 2008. Hentet 13. juli 2008.
15. 1 2 3   (Webside ikke længere tilgængelig
 Søg i webarkiv)  Alexi Laiho's profil på cobhc.com (2000).
16. ↑  Interview med Alexi Laiho i Guitar World, april 2005.
17. ↑   (Webside ikke længere tilgængelig
 Søg i webarkiv)  Alexi Laiho's profil på cobhc.com (2005).
18. ↑   (Webside ikke længere tilgængelig
 Søg i webarkiv)  Interview med Alexi Laiho.
19. ↑  Interview med Alexi Laiho på metal-rules.com.
20. ↑  Children of Bodom på Encyclopedia Metallum.
21. ↑  Anmeldelse af Hatebreeder på All Music Guide
22. ↑  Anmeldelse af Are You Dead Yet? på www.metalstorm.ee
23. ↑  Anmeldelse af Blooddrunk Arkiveret 7. juli 2008 hos  Wayback Machine på musicemissions.com
24. ↑  Anmeldelse af Something Wild på www.metalstorm.ee
25. ↑  "Children of the Grave", interview med Children of Bodom i Metal Hammer, april 2008